# Tyke Peacock
Tyke Peacock (24 febbraio 1961) è un ex altista statunitense, medaglia d'argento ai mondiali di Helsinki 1983.

## Biografia
Oltre all'argento ai mondiali, vanta una vittoria in Coppa del mondo. È stato tre volte campione nazionale (1981, 1983 e 1984).
Negli anni 1980 stabilì due volte il primato nazionale di salto in alto.In carriera ha conquistato tre volte una posizione tra le top 25 mondiali stagionali.

## Record nazionali
- Salto in alto: 2,32 m ( Helsinki, 13 agosto 1983)
- Salto in alto: 2,33 m ( Berlino, 17 agosto 1983)

## Progressione
| Stagione | Misura | Luogo      | Data      | Rank. Mond. |
| -------- | ------ | ---------- | --------- | ----------- |
| 1983     | 2,33 m | Berlino    | 17-8-1983 | 8º          |
| 1982     | 2,30 m | Civitanova | 10-7-1982 | 10º         |
| 1981     | 2,28 m | Losanna    | 14-7-1981 | 11º         |

## Palmarès
| Anno | Manifestazione | Sede     | Evento        | Risultato | Prestazione | Note |
| ---- | -------------- | -------- | ------------- | --------- | ----------- | ---- |
| 1983 | Mondiali       | Helsinki | Salto in alto | Argento   | 2,32 m      |      |

## Altre competizioni internazionali
1981
- Oro in Coppa del mondo ( Roma), salto in alto - 2,28 m